# Neuseeländische Parlamentsgebäude

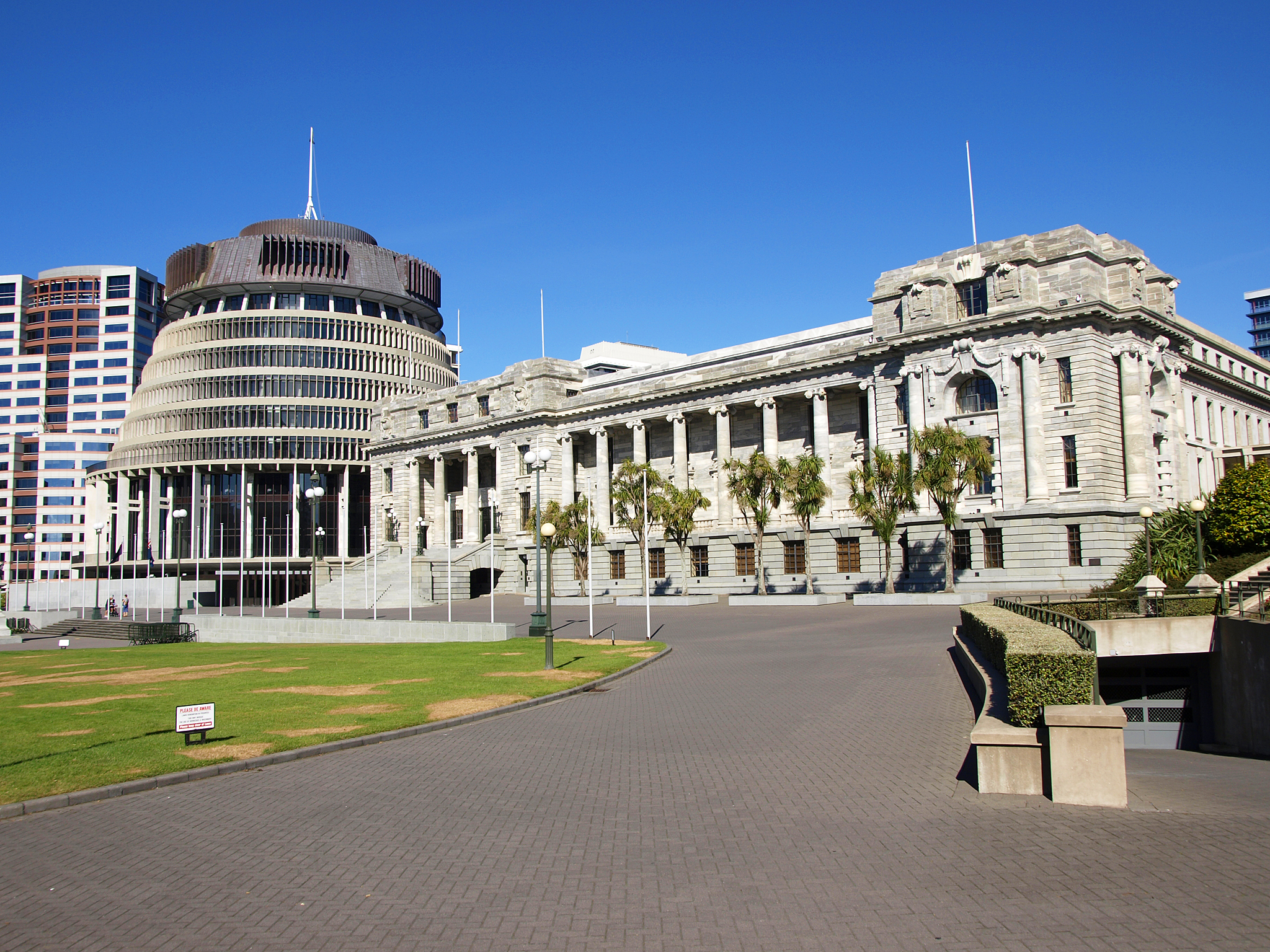
Bowen House, Beehive und Parliament House (v. l. n. r.)

Die neuseeländischen Parlamentsgebäude bestehen aus vier verschiedenen, architektonisch völlig unterschiedlichen Gebäuden unterschiedlicher Epochen.

## Geographie und Gebäudeauflistung
Sie befinden sich bis auf das Bowen House, in dem die Parlamentarier ihre Büros haben, auf einem rund 36.000 m2 großen, seit 1865 dafür vorgesehenem Areal, im Stadtteil Thorndon in Wellington, am nördlichen Ende von Lambton Quay, Ecke Molesworth Street.
Das Gebäudeensemble umfasst von Süd nach Nord in einer Reihe stehend, das Bowen House, das an das Areal angrenzt, das Beehive, in dem u. a. der Prime Minister seinen Sitz hat, die Büros der Minister sich befinden und das Kabinett zu Sitzungen zusammenfindet, das Parliament House, in dem das Parlament tagt und schließlich die Parliamentary Library, das die Bibliothek des Parlamentes beherbergt.

## Parliament House
Das größte und mit dem Beehive bestimmendste aller Gebäude stellt das Parliament House dar. Es ist das zweitälteste Gebäude von den Vier und wurde, nachdem 1907 das alte Parlamentsgebäude niedergebrannt war, zwischen 1912 und 1922 errichtet. Ursprünglich fast doppelt so groß geplant, wurde die zweite Bauphase, in der der linke Flügel des Gebäudes errichtet werden sollte, nie in Angriff genommen. Im neoklassischen Edwardian-Stil (Zeitalter Eduards VII.) gestaltet, wirkt das Gebäude auch durch die Verwendung von Marmor und Granit ein wenig erhaben und monumental, verliert aber wieder etwas an Bedeutung durch das angrenzende höhere und architektonisch bestimmendere Beehive.
In dem Parliament House befinden sich heute u. a. der Parlamentssaal, die Versammlungsräume der Komitees und das Büro des Speakers.

## Beehive

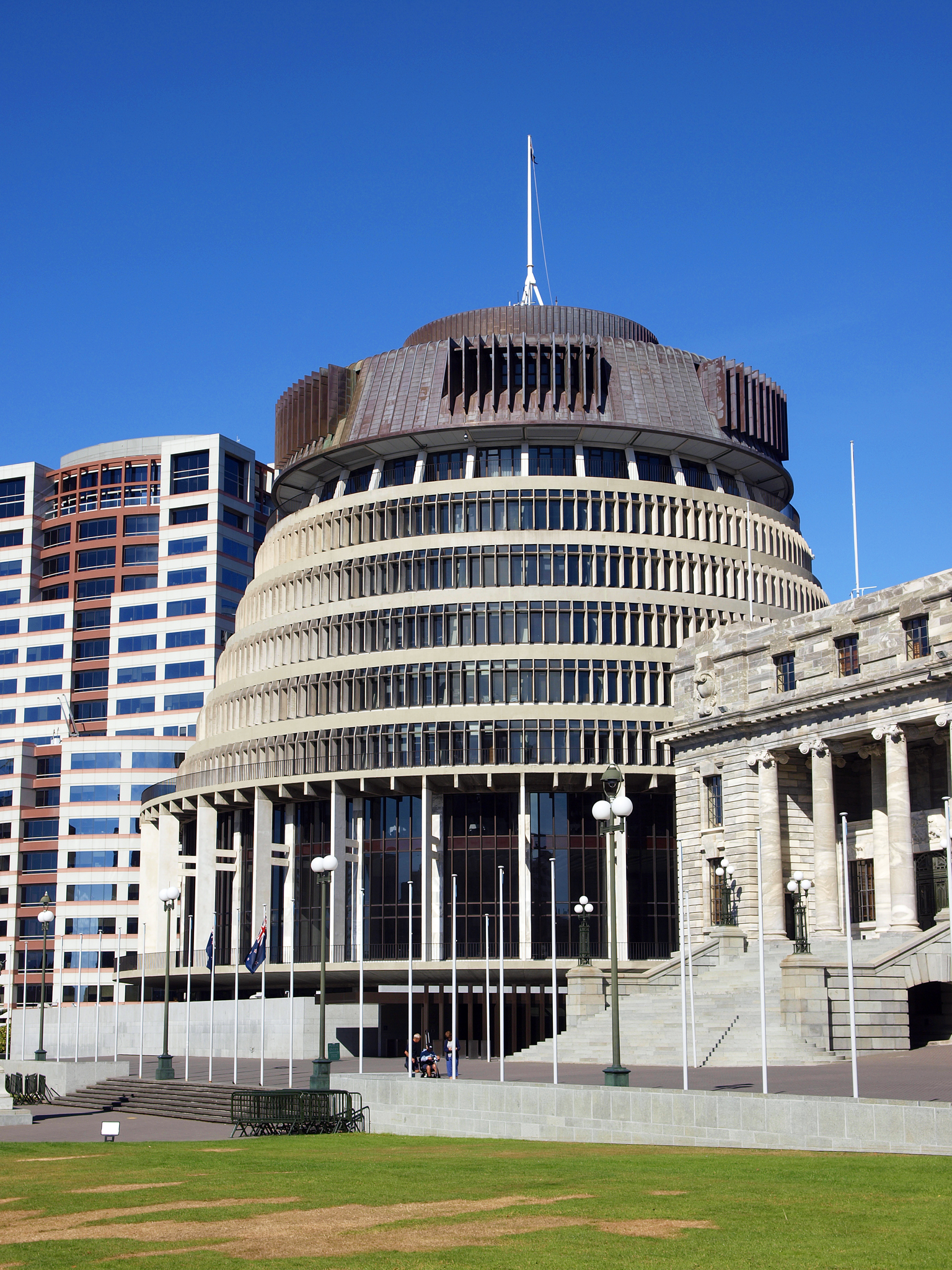
Beehive (in mehreren Abschnitten zwischen 1969 und 1979 erbaut)

Architektonisch herausragend, wurde das anfänglich kontrovers diskutierte Design des Gebäudes in mehreren Bauabschnitten zwischen den Jahren 1969 und 1979 umgesetzt. Der terrassenförmigen Gebäudestruktur und Rasterung der Fensterfassaden geschuldet, bekam das Gebäude noch in seiner Planungsphase den Spitznamen Beehive (Bienenstock), den es noch heute offiziell trägt.
Von unten nach oben gelistet befinden sich heute in dem 14 Etagen umfassenden Gebäude, das National Crisis Management Centre (Nationales Krisenmanagementzentrum), der Bunker und Parlaments-Catering-Service im Kellerbereich, darüber befindlich das Besucherzentrum und die Banquet Hall, die u. a. für Staatsbankette mit bis zu 300 Personen ausgelegt ist, darauf folgend die Büros der Minister mit ihren Angestellten und den Büros für die Regierungsbeamten und abschließend im obersten Geschoss, das Büro des Prime Ministers und die Räume für die Sitzungen des Kabinetts.

## Parliamentary Library

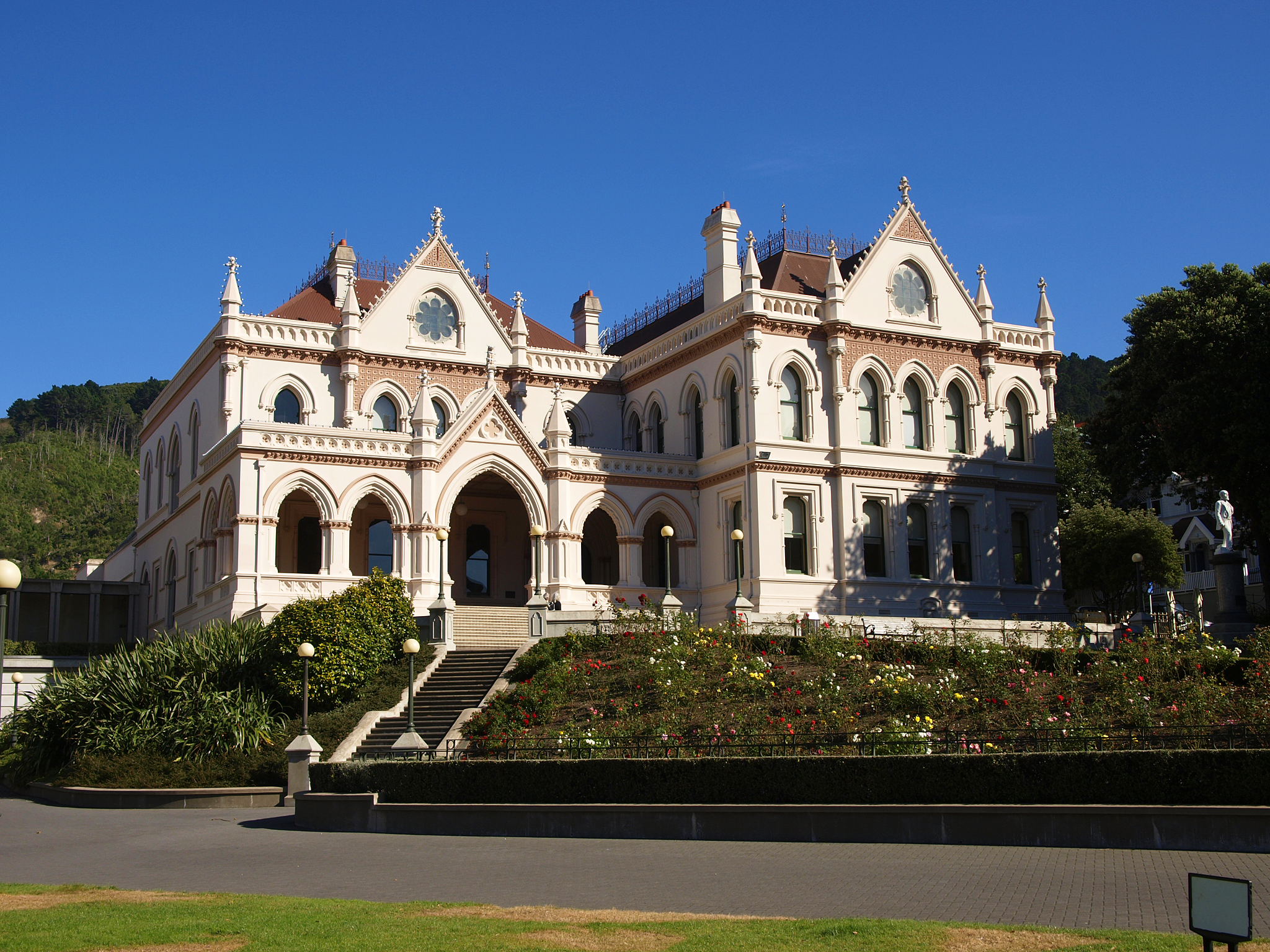
Parliamentary Library Building (1899 erbaut)

Das älteste von den vier Gebäuden wurde in zwei Bauphasen zwischen 1883 und 1899 erbaut. Das Gebäude wurde von dem Architekten Thomas Turnbull im viktorianisch gotischen Stil gestaltet. 1966 bereits rund 300.000 Bücher, Zeitungen, Fotografien, Dokumente und sogar Gemälde beherbergend, dient die Bibliothek heute den Parlamentariern nicht nur als Archiv und Leseraum, sie bietet auch Service für Recherchen und Forschung. 

## Bowen House
Das Bowen House wurde zwischen 1988 und 1990 als 22-stöckiges Bürohaus errichtet. Es ist das jüngste der vier Gebäude. Es befindet sich auf der gegenüberliegenden Seite des Parlament-Areals. Zum Beehive führt ein unterirdischer Tunnel, der den Parlamentariern, die ihre Büros in dem Hochhaus haben, einen ungehinderten Zugang zum Beehive und dem angrenzenden Parlamentsgebäude bietet.
Das Gebäude wurde 1991 angemietet und bot 1966, als das Parlamentsgebäude und die Bibliothek renoviert wurden, zusammen mit dem dahinterstehenden Gebäude an der Straße The Terrace dem Parlament Raum für seine Parlamentsdebatten und der Bibliothek Räume zu Lagerung des Archivmaterials. Nachdem das Bowen House und No. 1 The Terrace 2006 selbst renoviert wurden, bieten sie heute zusätzlichen Platz für Konferenzen und andere Versammlungen, sowie Räume zum Aufenthalt und zur Entspannung.